# Du, Chu Châu
Du (chữ Hán giản thể: 攸县) là một huyện thuộc địa cấp thị Chu Châu, tỉnh Hồ Nam, Cộng hòa Nhân dân Trung Hoa. Huyện này có diện tích 2651 ki-lô-mét vuông, dân số 748.600 người (năm 2004), trong đó thị dân là 169.600 người. Mã số bưu chính là 4123xx. Mã vùng điện thoại là 0733. Huyện lỵ đóng tại trấn Thành Quan. Huyện này giáp các đơn vị cấp huyện: tây giáp Liên Hoa và Bình Hương của Giang Tây, nam giáp Trà Lăng, An Nhân, đông giáp Hoành Đông, Chu Châu, bắc giáp Lễ Lăng.